# Bożena Łopacka
Bożena Łopacka – polska kasjerka i działaczka społeczna. Była kasjerka i kierownik sklepu Biedronki w Elblągu, podejmująca następnie działalność społeczną i polityczną. Wykształcenie podane dla PKW: zasadnicze zawodowe-ZSZ (technolog mleczarstwa).
W 2004 roku słynny stał się jej pozew do sądu przeciw Biedronce o nadgodziny i ciężkie warunki pracy. Ostatecznie Sąd Apelacyjny w Gdańsku przyznał jej 26 tysięcy PLN odszkodowania za 2,5 tysiąca nadgodzin. Była wiceprezes Stowarzyszenia Poszkodowanych przez Wielkie Sieci Handlowe Biedronka. W 2004 roku została nominowana do nagrody Fenomen „Przekroju”, a w 2005 roku została laureatką nagrody Okulary Równości.
Członkini partii SDPL. W 2005 roku startowała w wyborach parlamentarnych do Sejmu z listy Komitetu Wyborczego Socjaldemokracji Polskiej (okręg 34, Elbląg) i uzyskała 2257 głosów. Nie weszła jednak do parlamentu. W wyborach samorządowych w 2006 roku bez skutku kandydowała z list LiD-u w Elblągu.
Elementy jej biografii wykorzystano w filmie Dzień kobiet w reżyserii Marii Sadowskiej.